# 397 Vienna
A 397 Vienna (ideiglenes jelöléssel 1894 BM) a Naprendszer kisbolygóövében található aszteroida. Auguste Charlois fedezte fel 1894. december 19-én.